# MacGyver/Staffel 2
Die zweite Staffel der US-amerikanischen Action-Fernsehserie MacGyver umfasst 22 Episoden und wurde in den Vereinigten Staaten 1986/87 erstausgestrahlt, in Deutschland verteilt über mehrere Jahre von 1987 bis 1994.

## Episoden
| Nr. (ges.) | Nr. (St.) | Deutscher Titel               | Originaltitel         | Erstausstrahlung USA | Deutschsprachige Erstausstrahlung (D) | Regie              | Drehbuch                                                                         |
| --- | --------- | ----------------------------- | --------------------- | -------------------- | ------------------------------------- | ------------------ | -------------------------------------------------------------------------------- |
| 23 | 1         | Der tödliche Computer         | The Human Factor      | 22. Sep. 1986        | 19. Dez. 1987                         | Charlie Correll    | Robin Bernheim                                                                   |
| MacGyvers Auftrag ist es, eine streng geheime militärische Forschungseinrichtung, deren Zentralcomputer „Sandy“ eine künstliche Intelligenz besitzt und die von der Wissenschaftlerin Dr. Ludlum in jahrelanger Arbeit entwickelt wurde, hinsichtlich der Sicherheitssysteme zu prüfen, indem er unbemerkt in die Anlage eindringt. Nachdem er eingedrungen ist, erkennt Sandy ihn als Eindringling, der zu eliminieren ist. MacGyver und Dr. Ludlum können sich vor den von Sandy gesteuerten, schießenden Robotern retten und vor dem Tod durch ein Säurebad retten. Als Sandy schließlich die Sauerstoffversorgung unterbricht, gelangen die beiden nur mit Thorntons Hilfe aus dem Belüftungsschacht.                                                                              |           |                               |                       |                      |                                       |                    |                                                                                  |
| 24 | 2         | Killer im Ruhestand           | The Eraser            | 29. Sep. 1986        | 2. Jan. 1988                          | Paul Krasny        | Stephen Kronish                                                                  |
| Der Mann Michael Simmons begeht eine Straftat, indem er eine im Auftrag der Regierung entwickelte Technologie stiehlt und für viel Geld verkauft. Deswegen wird MacGyver damit beauftragt, Simmons zu finden. Da Simmons seine Käufer betrügt und die Ware nicht liefert, wird der Auftragsmörder Jimmy Kendall auf Simmons angesetzt. Indem sich Kendall als Simmons’ Vater ausgibt, der nach seinem Sohn sucht, lässt MacGyver ihn bei seiner Suche helfen, nichtsahnend, dass es ein Killer ist. Erst, als MacGyver Simmons gefunden hat, erkennt er Kendalls wahre Identität. |           |                               |                       |                      |                                       |                    |                                                                                  |
| 25 | 3         | Der betrogene Betrüger        | Twice Stung           | 6. Okt. 1986         | 26. März 1988                         | Paul Krasny        | Mark Lisson, Bill Froehlich Idee: Bill Froehlich, Mark Lisson, Phil Combest      |
| Der Phoenix-Mitarbeiter Kelly Sutton möchte Suizid begehen aus Verzweiflung über den Verlust seines Geldes, das ihm der Trickbetrüger James Crowe abgenommen hat. Da Crowe bislang nicht von der Polizei verhaftet werden konnte und um Crowe zu überführen, ermitteln Pete, MacGyver und ihre Kollegin Joanne Remmings undercover, wobei Pete die Rolle eines korrupten Rauschgiftdezernenten einnimmt. Nachdem Crowe misstrauisch geworden ist und Joanne zwecks Absicherung als Geisel genommen hat, stellen Pete, MacGyver und Kelly ihm eine Falle, indem sie ihn und seine Komplizen von der Polizei auf frischer Tat ertappen lassen und Joanne befreien. |           |                               |                       |                      |                                       |                    |                                                                                  |
| 26 | 4         | Das Wunschkind                | The Wish Child        | 20. Okt. 1986        | 18. März 1989                         | Charlie Correll    | Bill Froehlich, Stephen Kandel Idee: Stephen Kronish, Brian Lane, Stephen Kandel |
| Paul Chen, der 14-jährige Bruder einer chinesischen Freundin von MacGyver, wird wegen seiner weißen Haarsträhne von Chinesen entführt, die ihn als das Wunschkind betrachten und eine entsprechende Legende in ihm wahr werden sehen. MacGyver ermittelt auf eigene Faust in Chinatown und kann ihn letztlich vor seiner Entführung nach China bewahren, indem er ihn von einem chinesischen Frachtschiff befreit. |           |                               |                       |                      |                                       |                    |                                                                                  |
| 27 | 5         | Der Bewährungshelfer          | Final Approach        | 27. Okt. 1986        | 9. Jan. 1988                          | Alexander Singer   | Rob Hedden                                                                       |
| MacGyvers Auftrag ist es, eine in der Wildnis zwecks Resozialisierung campende Gruppe kriminell gewordener Jugendlicher zu beaufsichtigen. Beim Rückflug mit dem Kleinflugzeug erleidet der Pilot eine Herzinfarkt, MacGyver kann das Flugzeug mitten in der Wildnis notlanden. Das Funkgerät ist zerstört. Er schlichtet in Streitereien zwischen den Jugendlichen und rettet sie vor gefährlichen Tieren. Da einer der Teilnehmer schwer verletzt ist, können sie nicht darauf warten, gefunden zu werden. Auf MacGyvers Idee hin bauen sie kooperativ eine provisorische Startbahn, sodass Start und Rückflug gelingen. |           |                               |                       |                      |                                       |                    |                                                                                  |
| 28 | 6         | Der Meisterlügner             | Jack of Lies          | 3. Nov. 1986         | 10. Nov. 1994                         | Charlie Correll    | Kerry Lenhart, John J. Sakmar                                                    |
| Der Flugpilot Jack Dalton überredet seinen alten Freund MacGyver unter Verwendung etlicher Lügen dazu, ihm bei einer Befreiung in einer lateinamerikanischen Bananenrepublik zu helfen. Die gemeinsame alte Freundin Mike Forester wurde dort von einem korrupten, mit einem Drogendealer kooperierenden Polizeichef inhaftiert, nachdem sie und Jack erkannt hatten, dass der Dealer sie dazu benutzen will, Heroin in die USA zu schmuggeln. Indem sich Jack ebenfalls verhaften lässt, veranlasst er MacGyver dazu, sich und Mike zu befreien. Anschließend stellen sie den Drogeninteressenten gemeinsam eine Falle, sodass ihnen die Flucht gelingt. |           |                               |                       |                      |                                       |                    |                                                                                  |
| 29 | 7         | Ein Rosenkranz für alle Fälle | The Road not Taken    | 10. Nov. 1986        | 11. Nov. 1994                         | Cliff Bole         | Stephen Kronish Idee: Chuck Bowman                                               |
| MacGyver und Pete bringen im thailändischen Grenzgebiet einige Waisenkinder und die beiden amerikanischen Waisenhaus-Leiterinnen, darunter MacGyvers frühere Liebe Debbie, in Sicherheit vor Soldaten, die die beiden exekutieren wollen. Dabei bleiben MacGyver und Debbie vorerst zurück und warten weiter auf ihre Abholung. Im Flüchtlingslager, in das die Kinder gebracht wurden, ermittelt Pete, dass ein dort arbeitender Franzose die Rettungsmission durch Kollaboration mit den Soldaten behindert. Schließlich können MacGyver und Debbie auf Petes Betreiben hin ausgeflogen und gerettet werden. |           |                               |                       |                      |                                       |                    |                                                                                  |
| 30 | 8         | Adler in Not                  | Eagles                | 17. Nov. 1986        | 14. Nov. 1994                         | Paul Krasny        | George Lee Marshall                                                              |
| MacGyver ist im Auftrag der Phoenix Foundation in den Bergen unterwegs, um den Horst zweier Steinadler zu finden und die Eier vor Räubern sicherzustellen. Nachdem Wildjäger die Adler verletzt haben, wollen sie sie sicherstellen. MacGyver hilft einer Mutter und ihrem Sohn, zu denen er einen der Adler gebracht hat, sie aus der Gewalt der Jäger zu befreien. |           |                               |                       |                      |                                       |                    |                                                                                  |
| 31 | 9         | Warnende Träume               | Silent World          | 24. Nov. 1986        | 21. Nov. 1994                         | James L. Conway    | Stephen Kandel                                                                   |
| Der Auftragsmörder David Crane und seine Komplizen stehlen landesweit Bauteile für einen neuartigen Raketentyp, den MacGyver für die Phoenix Foundation gerade testet. Die in dem Phoenix-Programm für Gehörlose arbeitende, taube Gehörlosenlehrerin Carrie Linden sieht aufgrund einer früheren, zufälligen Begegnung mit Crane MacGyvers Tod voraus. MacGyver und Carrie begeben sich daher an den Handlungsort des Traums, einen See. Nachdem Carrie von Crane gefangen genommen wurde, kann MacGyver sie aus seiner Gewalt befreien und die Rakete sicherstellen. |           |                               |                       |                      |                                       |                    |                                                                                  |
| 32 | 10        | Mord an einem Cadillac        | Three for the Road    | 15. Dez. 1986        | 16. Jan. 1988                         | Alan Crosland      | John J. Sakmar, Kerry Lenhart Idee: Mark Lisson, Rob Hedden                      |
| Ein verdeckter Ermittler will eine Tasche voller Falschgeld in einer abgelegenen Ortschaft an MacGyver übergeben, wirft die Tasche vor seiner Ermordung aber in das Cadillac-Cabriolet des alternden Schauspielers Guy Roberts, der mit seiner Frau nach Hollywood unterwegs ist und dabei MacGyver wegen einer Autopanne mitnimmt. Die Mörder aus dem Syndikat wollen das Geld zurück und verfolgen das Cabrio über Wüstenstraßen mit Waffengewalt. Um die Verfolger abzuschütteln, verwendet MacGyver Bauteile aus dem Cabrio, das dabei beschädigt wird. In einer Geisterstadt können sie die Gangster überwältigen. |           |                               |                       |                      |                                       |                    |                                                                                  |
| 33 | 11        | Phoenix in Gefahr             | Phoenix under Siege   | 5. Jan. 1987         | 23. Jan. 1988                         | Gilbert M. Shilton | Stephen Kronish, Idee: John I. Koivula                                           |
| Terroristen von der sog. Befreiungsfront wollen das Zentralgebäude der Phoenix Foundation mit einem Sprengsatz zerstören. Bei den letzten Vorbereitungen werden sie von MacGyver und dessen Großvater Harry überrascht, die zwei vergessene Eintrittskarten abholen wollen. Die Terroristen wollen bei der Gelegenheit auch den Tod der beiden. MacGyver bewahrt sich und Harry vor der Vergasung mit Schwefelwasserstoff. Nachdem die Anführerin der Terroristen ihre Komplizen erschossen hat und beim Versuch, MacGyver zu überwältigen, in den Tod gesprungen ist, kann der von ihr zuvor gefangengenommene Harry MacGyver zu sich lotsen, sodass dieser die Bombe entschärfen kann.                                                                                               |           |                               |                       |                      |                                       |                    |                                                                                  |
| 34 | 12        | Familienangelegenheiten       | Family Matter         | 12. Jan. 1987        | 22. Apr. 1989                         | Alexander Singer   | Paul Magistretti                                                                 |
| Frank Bonner, ein früherer Kollege Pete Thorntons, nimmt Petes Ex-Frau und ihren Sohn als Geiseln und erpresst von Pete mit der Drohung, beide zu ermorden, dass er sich ebenfalls gefangen nehmen lässt. Bonner beabsichtigt, sich für den von Pete angeblich verursachten Tod von Bonners Frau und Sohn zu rächen. MacGyver folgt Pete bis in die Nähe des Verstecks, eine Hütte in den Sümpfen Louisianas, und befreit die Gefangenen, unter anderem mit dem Einsatz von Sprengsätzen, die er aus Sumpfgas und Schilfrohr herstellt. |           |                               |                       |                      |                                       |                    |                                                                                  |
| 35 | 13        | Tödliche Worte                | Soft Touch            | 19. Jan. 1987        | 25. Nov. 1994                         | Charlie Correll    | Joan Brooker, Nancy Eddo                                                         |
| MacGyver befreit den russischen politischen Häftling Juri aus einer sibirischen Brennelemente-Wiederaufbereitungsanlage. Nach der gemeinsamen Rückkehr nach L.A. kommt Penny Parker zufällig in den Kontakt mit Attentätern, die einen Mordanschlag auf einen hochrangigen Ausländer planen, und bemerkt dabei einen korrupten FBI-Agenten. Indem MacGyver ihr bei der Identifizierung des Mannes hilft, können sie die Attentäter aufspüren. Diese entführen Penny und Juri in dem Glauben, er sei MacGyver. Nachdem dieser die beiden befreit hat, können sie kooperativ den Mordanschlag vereiteln. |           |                               |                       |                      |                                       |                    |                                                                                  |
| 36 | 14        | Klapperstorch auf Abwegen     | Birth Day             | 2. Feb. 1987         | 28. Nov. 1994                         | James L. Conway    | Rob Hedden                                                                       |
| MacGyver hilft einer hochschwangeren Frau bei der Flucht mit Beweisen vor ihrem Mann, der sie betrogen und heimlich ein Verbrechersyndikat aufgebaut hat, und dessen Komplizen. Dabei verstecken sie sich mit MacGyvers Jeep in einem leerstehenden Fabrikgebäude und liefern sich dort ein Katz-und-Maus-Spiel mit den Gangstern. Schließlich kann MacGyver mit Schiffsutensilien und Industriegasen einen Ballon mit einem Notrufsignal aufsteigen lassen und vor dem Eintreffen der Polizei die Gangster überwältigen. |           |                               |                       |                      |                                       |                    |                                                                                  |
| 37 | 15        | Piraten                       | Pirates               | 9. Feb. 1987         | 13. Feb. 1988                         | Bruce Kessler      | Stephen Kandel                                                                   |
| Eine Gruppe Krimineller gibt die Schuld für ihre Überfälle und Diebstähle, die sie auf hoher See begehen, der US Navy, die auf einer nahen Insel Manöverübungen durchführt. Deshalb erhält MacGyver über die Phoenix Foundation den Auftrag, die Verbrecher zu ermitteln und zu stoppen. Mit Dr. Barbara Ortega, dem neuesten Opfer der Diebstähle, ermittelt er im Jachthafen. Sie tappen in eine Falle der Verbrecher, die Ortega daraufhin auf die verminte Insel entführen. MacGyver entgeht nur knapp seiner Ermordung und kann anschließend auf die Insel und bis zu dem von den Verbrechern genutzten Artilleriebunker vordringen und sie dingfest machen. |           |                               |                       |                      |                                       |                    |                                                                                  |
| 38 | 16        | Wintersport ist Mord          | Out in the Cold       | 16. Feb. 1987        | 30. Jan. 1988                         | Cliff Bole         | Stephen Kronish                                                                  |
| Während MacGyver und Pete beim Skifahren sind, wird MacGyver durch einen verfolgten Mann insgeheim ein Mikrofilm zugesteckt. Nachdem MacGyver unter einer Lawine begraben wurde und daraus freigekommen ist, bricht sich Pete ein Bein. Der Kriminelle Sam Leland lässt seine Komplizen nach dem Mikrofilm suchen und versucht durch Petes Entführung die Herausgabe des Films zu erpressen. MacGyver nähert sich dem Ort, der für den Tausch Petes gegen den Film vorgesehen ist, unbemerkt und kann die Gangster überwältigen und Pete befreien, wobei sich dieser das andere Bein bricht. |           |                               |                       |                      |                                       |                    |                                                                                  |
| 39 | 17        | Der Spion aus dem Sarg        | Dalton, Jack of Spies | 23. Feb. 1987        | 6. Feb. 1988                          | Bob Sweeney        | John J. Sakmar, Kerry Lenhart                                                    |
| Jack Dalton hat als Kurier für zwei CIA-Agenten gearbeitet, deren Decknamen „Light“ und „Shadow“ sind und die einen Verräter innerhalb der CIA entdeckt haben. Weil der Verräter Jacks Tod will, taucht Jack unter und täuscht seinen Tod vor, wovon MacGyver erst bei Jacks Aufbahrung in einer Kirche erfährt, wo sich die Komplizen des Verräters erfolglos von Jacks Tod überzeugen. Mit MacGyver flieht er vor den Komplizen des Verräters und – da er als Mörder von Light gilt – auch vor der Polizei. Nachdem sie die Frau Shadow entdeckt haben, sorgen sie gemeinsam mit ihr für die Vereitelung einer weiteren Tat des Verräters, dem Verkauf einer Chiffriermaschine. |           |                               |                       |                      |                                       |                    |                                                                                  |
| 40 | 18        | Totgesagte leben länger       | Partners              | 2. März 1987         | 20. Feb. 1988                         | Cliff Bole         | Mark Lisson, Bill Froehlich                                                      |
| MacGyver und Pete werden von dem international gesuchten Terroristen Murdoc in eine Falle gelockt, den Anhänger eines von Murdoc gefahrenen Lkw. Es ist der siebte Jahrestag der erstmaligen Begegnung von Pete und MacGyver. Sie erinnern sich daran, wie sie damals bei Petes Verfolgung von Murdoc zufällig einander kennenlernten. Mehrfach entgingen sie damals der Ermordung durch Murdoc, ehe dieser bei der Sprengung eines Hochhauses scheinbar ums Leben kam. In der Gegenwart verhindern MacGyver und Pete ihre Ermordung, indem sie sich aus dem Lkw-Anhänger befreien, den Murdoc zeitgesteuert explodieren lässt. Durch ein Versehen stirbt Murdoc anschließend, jedoch abermals ohne dass Pete und MacGyver einen Beweis für seinen Tod haben.                          |           |                               |                       |                      |                                       |                    |                                                                                  |
| 41 | 19        | Die Befreiung                 | Bushmaster            | 23. März 1987        | 5. März 1988                          | Don Chaffey        | Rob Hedden                                                                       |
| MacGyver wird beauftragt, den US-Amerikaner Joe Henderson zu befreien, der in Panama trotz Unschuld verhaftet wurde und in einem Schauprozess zum Tode verurteilt werden soll. Unvereinbart folgt ihm Hendersons Tochter Kelly, die ihrem Vater beweisen will, so gut wie ein Sohn zu sein. Mit der Hilfe eines Kontaktmanns kann MacGyver Joe befreien. Zu dritt fliehen sie vor der Militärpolizei mit einem Auto, das MacGyver zu einem Schienenfahrzeug umfunktioniert hat, bis über die Grenze. |           |                               |                       |                      |                                       |                    |                                                                                  |
| 42 | 20        | Erinnerungen                  | Friends               | 6. Apr. 1987         | 12. März 1988                         | Cliff Bole         | Stephen Kronish                                                                  |
| Pete und andere Freunde MacGyvers überraschen MacGyver mit einer Geburtstagsparty. In der Gegenwart der Gäste schwelgt er in Erinnerungen an gemeinsame Erlebnisse. Derentwegen entschließt er sich danach gegen seine anfängliche Absicht, seine Stelle bei der Phoenix Foundation zu kündigen. |           |                               |                       |                      |                                       |                    |                                                                                  |
| 43 | 21        | Black Out                     | D.O.A.: MacGyver      | 27. Apr. 1987        | 9. Apr. 1988                          | Cliff Bole         | Jaison Starkes                                                                   |
| MacGyver wird von dem befreundeten Bombenbauer Tony Braddock, ehe dieser ermordet wird, vor einem Sprengstoffattentat gewarnt, das der Profikiller Lancer noch an diesem Tag verüben will. Nachdem MacGyver von Lancer und einem Komplizen entdeckt worden ist, stürzt er auf der Flucht schwer und erleidet dabei einen Gedächtnisverlust, durch den er auch seinen Namen vergisst. Die Fischerin Carol hilft ihm bei der stückweisen Rekonstruktion seiner Identität. Lancer möchte ihn, ebenso wie Carol, als Mitwisser töten. Indem er sich MacGyver gegenüber als Kollege ausgibt, veranlasst er ihn dazu, Pete zu töten. Pete jedoch kann MacGyver in letzter Sekunde von dessen korrekter Identität überzeugen, gemeinsam verhindern sie das Attentat und überwältigen Lancer.  |           |                               |                       |                      |                                       |                    |                                                                                  |
| 44 | 22        | Gefährliche Freiheit          | For Love or Money     | 4. Mai 1987          | 27. Feb. 1988                         | James L. Conway    | Douglas Heyes, Jr.                                                               |
| Der tschechoslowakische Dissident Anton Dubcek wird vom sowjetischen Geheimdienst GRU in ein psychiatrisches Krankenhaus nahe Prag gesperrt. MacGyver und die Agentin Diana Rogers begeben sich zwecks Antons Befreiung von Wien aus nach Prag und lassen sich dabei von dem Kontaktmann Krug helfen. Sie befreien Anton aus dem Krankenhaus und erfahren danach von ihm, dass seine Frau Viera im Falle seiner Flucht hingerichtet wird. Deshalb befreien sie auch Viera. Bei der Rückfahrt entgehen sie einem Verrat von Krug und flüchten nach Österreich. Zurück in L.A., entführt der GRU Viera und droht Anton damit, ihn wieder gefangen zu nehmen. Beim Gefangenenaustausch enttarnt sich Viera als GRU-Agentin. MacGyver, Pete und Diana können die GRU-Agenten überwältigen. |           |                               |                       |                      |                                       |                    |                                                                                  |